# Tirggel

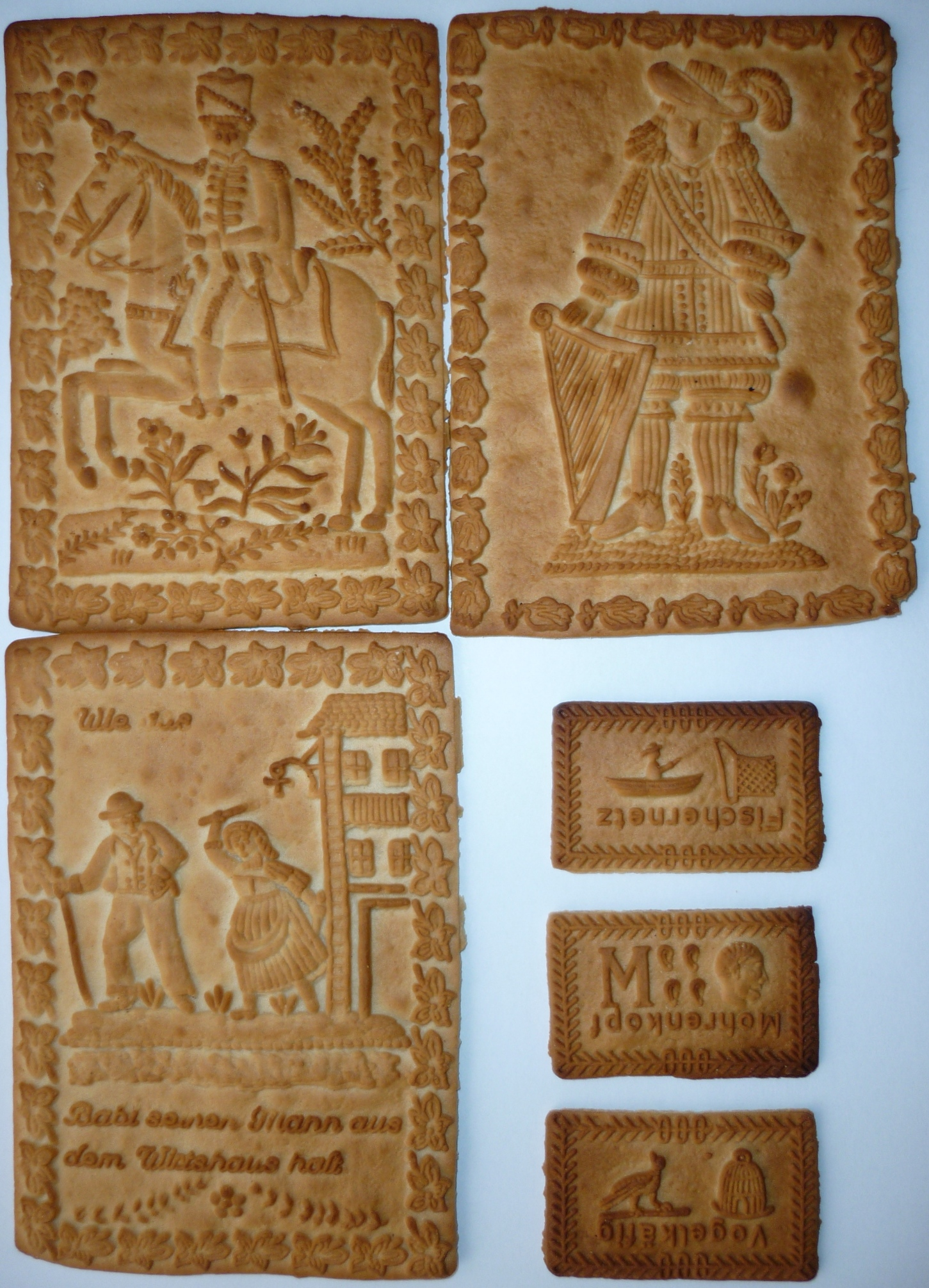
Tirggel.

Le Tirggel est un biscuit zurichois dur et fin au miel. Sa surface est décorée de motifs de la ville de Zurich.

## Fabrication

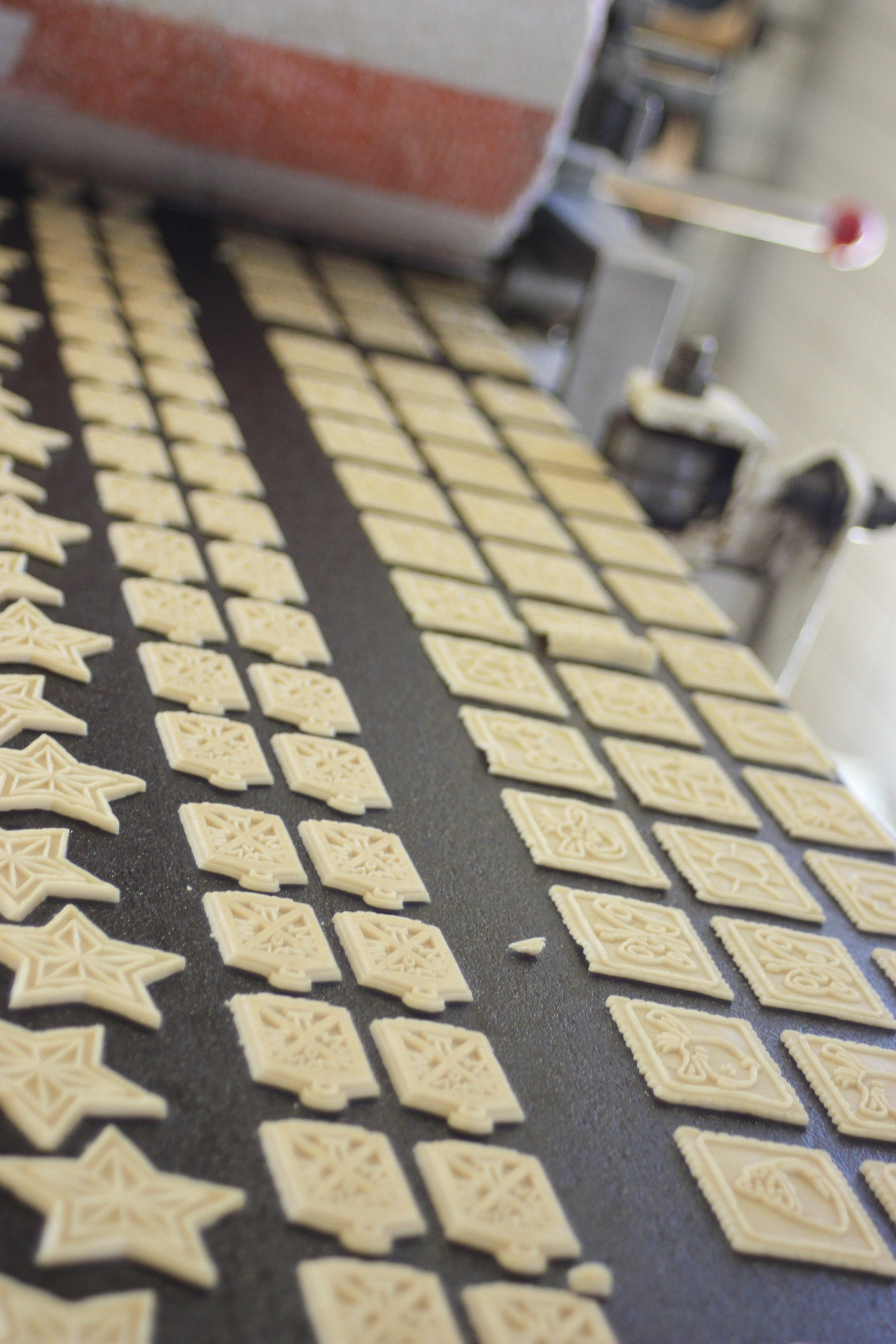
Fabrication de Tirggel.

Pour préparer la pâte à Tirggel, du miel et des épices (gingembre, cannelle, coriandre, anis) sont mélangés à de la farine. La pâte est ensuite bien pétrie et abaissée à une épaisseur de 2mm, avant d'être pressée sur des moules à Tirggel graissés. Le Tirggel est alors cuit 1 min 30 à 400°C, ce qui donne sa couleur brune sur le dessus et claire sur le dessous.

## Histoire
Sa première mention date du XVe siècle. À cette époque-là, la majorité des gens n’était pas en mesure de s’offrir ce biscuit produit à partir d’ingrédients coûteux. Cependant, le Tirggel est devenu, au cours des années, une pâtisserie traditionnelle de fête, produite pendant la saison froide. Surtout pendant la période de Noël et avant la fête du printemps Sechseläuten, les productions tournent à plein régime.
Jusqu’en 1840, le droit de fabriquer les biscuits doux au miel était réservé aux boulangers de la ville de Zurich. Cependant, l’introduction de la liberté du commerce et de l’industrie permit bientôt aussi aux boulangers de la campagne de produire des Tirggel. Cette évolution déclencha une véritable compétition, qui se manifesta en grande partie par la quête de sujets originaux et inédits. La grande variété de motifs développés ainsi a été conservée jusqu’à aujourd’hui et chaque boulangerie est fière de ses moules originaux.